# Monte Cusna
Il monte Cusna (detto anche Alpe di Cusna) coi suoi 2 121 metri di altitudine, è la maggiore cima dell'Appennino reggiano e la seconda dell'intero Appennino settentrionale dopo il monte Cimone, del vicino Appennino modenese. Si estende sui territori dei comuni di Villa Minozzo e Ventasso in provincia di Reggio Emilia, a circa 3 km dal confine con la regione Toscana.

## Il territorio
L'imponente catena montuosa, ben visibile dalla Pianura Padana, è formata dal monte Cusna e dalle anticime Sasso del Morto (2078 m) e monte La Piella (2071 m). Il crinale della montagna forma il caratteristico profilo che ricorda quello di un uomo disteso, detto Uomo Morto o Gigante. Da quest'ultimo toponimo prende il nome l'area protetta dell'ex Parco del Gigante, ora parte del Parco nazionale dell'Appennino Tosco-Emiliano.
Il monte si trova più a nord rispetto al crinale appenninico principale tra Emilia e Toscana, separato dalla valle del torrente Ozola.

### Abetina Reale
L'Abetina Reale è una foresta di conifere che si sviluppa sul versante est del Cusna, sul versante destro della Alte Valle del Dolo, e si estende fino al crinale appenninico. La foresta è caratterizzata da antichi esemplari di abete bianco sopravvissuti a secoli di sfruttamento boschivo.

### Prati di Sara

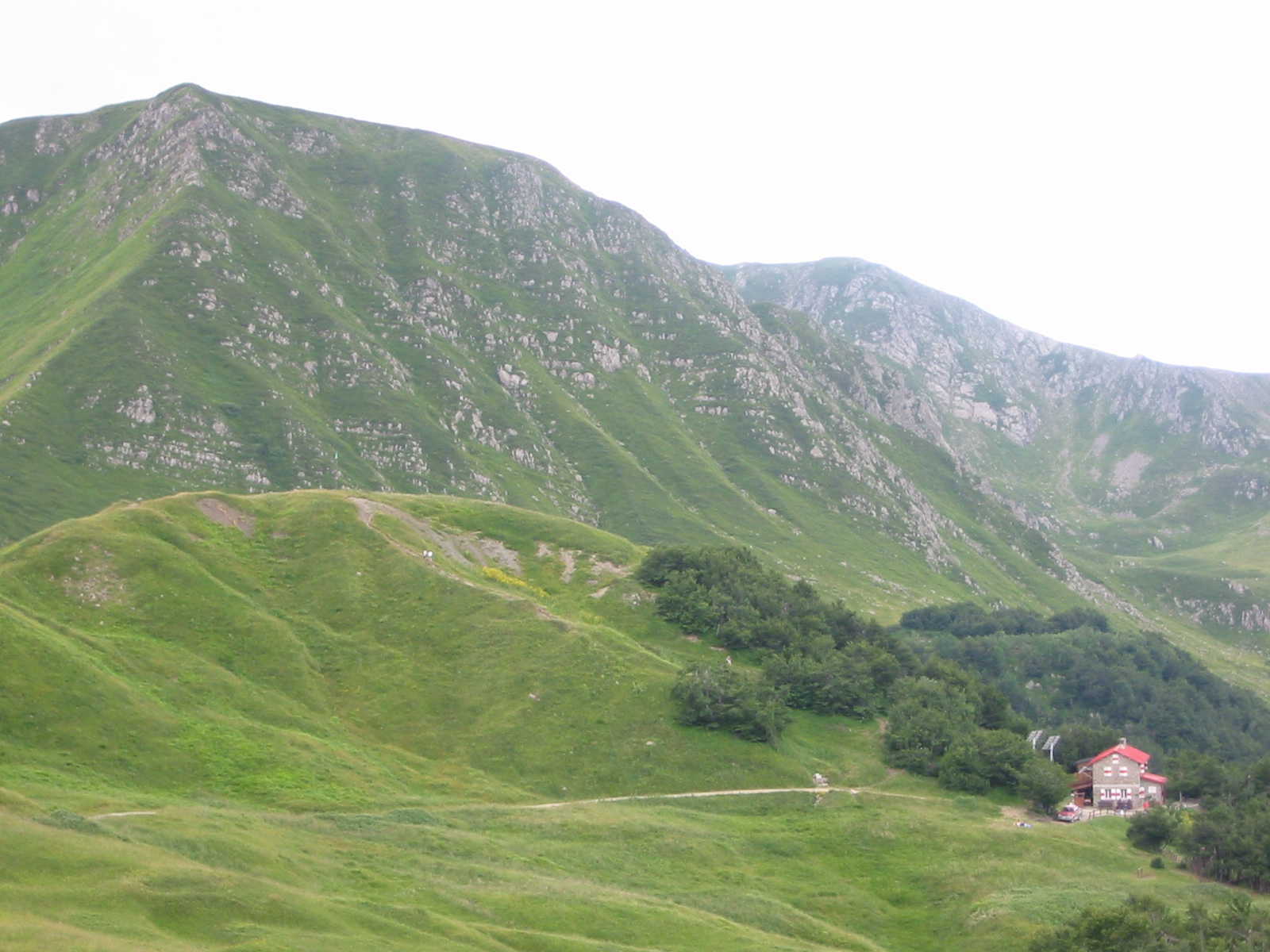
Rifugio Battisti e monte Cipolla.

Raggiungibili ad esempio da Ligonchio e percorrendo, con una bella escursione, il sentiero 625 che parte dalla località Casalino. Circondati da faggeti, i Prati di Sara sono una brughiera d'altura che si estende sul fianco ovest della montagna, particolarmente suggestiva durante la fioritura e in autunno. Il nome deriva da un personaggio tra storia e leggenda, una governante, si dice concubina di uno dei marchesi Bernardi di Piolo, che possedettero Casalino dalla metà del XVII secolo alla fine del Settecento.

### Cascate del Lavacchiello
Il rio Lavacchiello nasce in prossimità del lago del Caricatore ai Prati di Sara e scende lungo il versante ovest della montagna verso la valle del torrente Ozola di cui è affluente. Il ripido versante dà luogo ad una serie di cascate, spettacolari soprattutto allo scioglimento delle nevi e in autunno.

### Costa delle Veline
Sul fianco sud-ovest della montagna si trova la Costa delle Veline, un ampio bosco di faggio, tra i più importanti del Parco nazionale dell'Appennino Tosco-Emiliano, che conserva alberi secolari.

## Escursioni

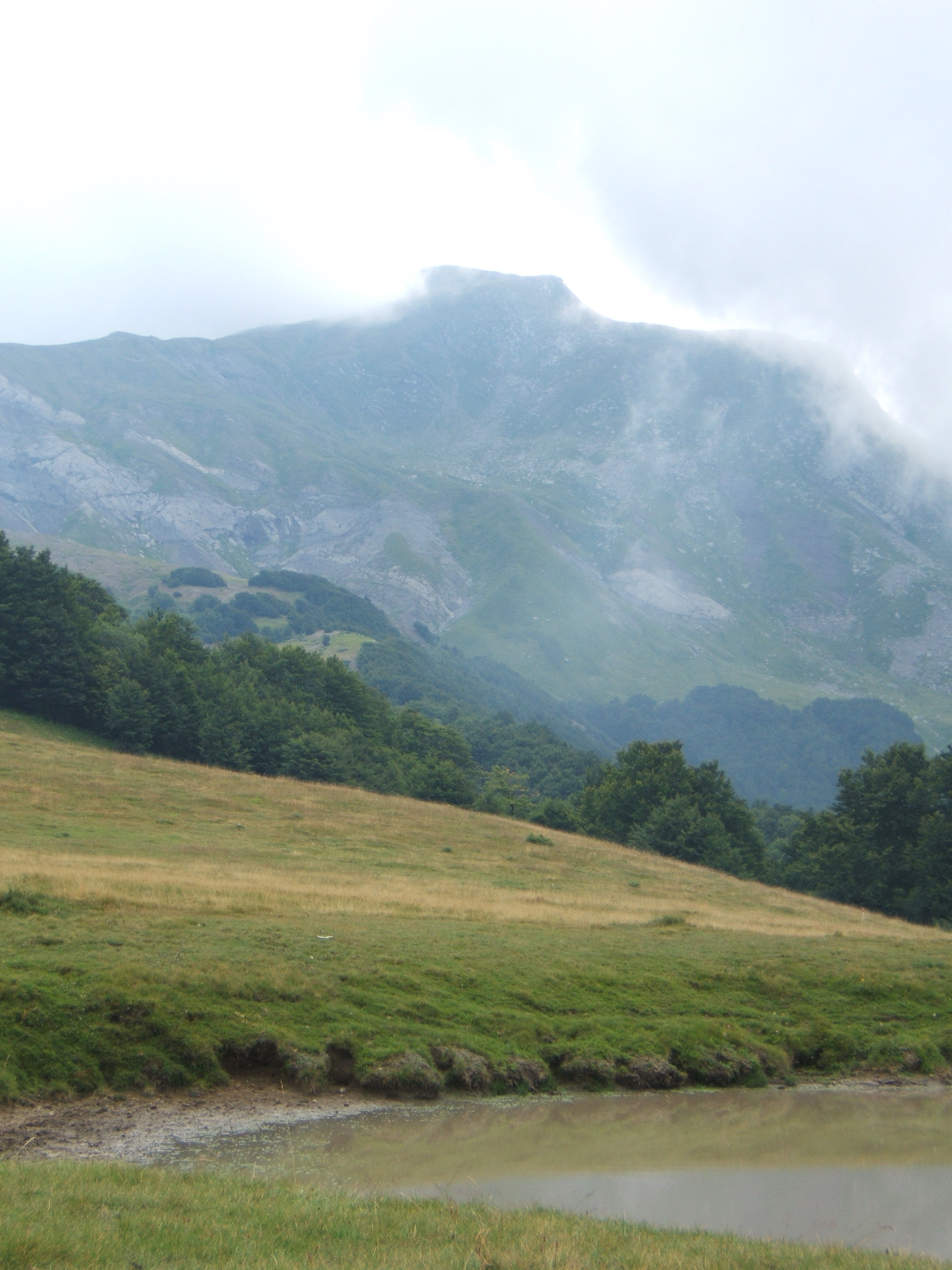
Il lago del Caricatore ai Prati di Sara. Sullo sfondo il Cusna.

Il monte Cusna è particolarmente interessante dal punto di vista naturalistico e presenta numerosi sentieri e rifugi:
- Rifugio Cesare Battisti (1 759 m). Rifugio del Club Alpino Italiano, si trova nel lato sud-ovest della montagna nei pressi del passo di Lama Lite. Raggiungibile da Civago mediante il sentiero 605 che attraversa l'Abetina Reale e da Pian Vallese (Febbio) tramite il sentiero 607 del Passone oppure tramite il sentiero 629 della Valle dell'Ozola (Ligonchio).
- Rifugio Bargetana (1 740 m). Si trova sul sentiero 633, nei pressi dell'omonimo lago ai piedi del monte Prado.
- Rifugio Segheria (1 410 m). Posto nel mezzo dell'Abetina Reale, è raggiungibile da Civago con il sentiero 605.
- Rifugio San Leonardo (1 240 m). Antico ospitale ristrutturato del XII secolo. Si trova sul torrente Dolo, lungo il sentiero 605A tra l'Abetina Reale e Civago.
- Rifugio Monte Orsaro (1 300 m). Si trova a monte Orsaro ed è raggiungibile in auto. Punto di partenza dei sentieri per il monte Cusna e i monti Prampa e Cisa.
- Rifugio Peschiera Zamboni (1 151 m). Posto in località Ronco Pianigi nei pressi di Febbio, è raggiungibile in auto. Punto di partenza del sentiero 617 per il monte Cusna.

## Stazione sciistica

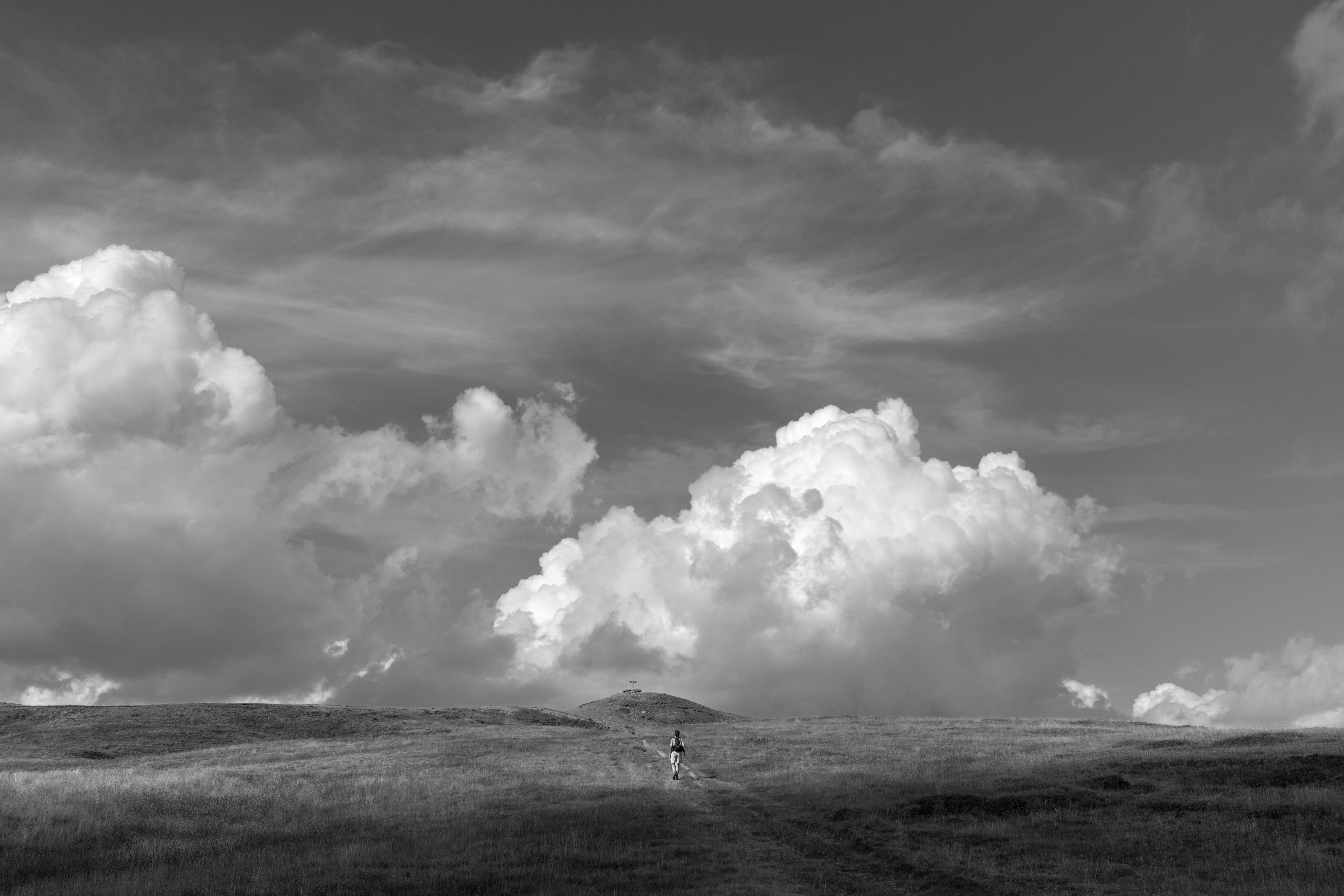
Il Passone

Sul versante nord, la stazione turistica di Febbio è attrezzata per la pratica dello sci alpino, snowboard e sci di fondo.